# 努氏硬度
努氏硬度（英語：Knoop hardness，又記為HK或KHN）是一種顯微硬度，透過努氏硬度測試求得。主要的測量對象為較脆的材料或薄板。測量方式為使用已知負載 (常見規格為100公克) 的錐形金剛石壓入測量材料的拋光表面，持續一定時間，隨後以顯微鏡測量該金剛石於受測材料表面留下之壓痕，藉由測量該壓痕之深度並經過適當之換算，即可求得該材料之努氏硬度。

## 計算方式
如今已存在許多線上的運算工具，僅需提供運算所需的數值便能求得受測材料之努氏硬度。努氏硬度的詳細計算方式如下：{\displaystyle HK={\frac {F}{A}}={\frac {P}{CL^{2}}}}
- {\displaystyle F}：負載，即對鑽頭施加的外力，單位為kgf。
- {\displaystyle A}：壓痕的面積，單位為平方毫米（mm2）。
- {\displaystyle L}：壓痕的兩對角線中較長段之測量長度，由顯微鏡觀察測得，單位為毫米（mm）。
- {\displaystyle C}：鑽頭形狀的修正常數，理想情況下之數值為0.07028。

努氏硬度測試中使用的金剛石鑽頭，其為一長寬比為7:1的錐體。

## 歷史
該測量方式由美國國家標準暨技術研究院（當時為美國國家標準局）的弗雷德里克·努普（英語：Frederick Knoop）及其同事共同開發。